# Mar del Plata (schip, 1938)
Het Belgische motorschip "Mar del Plata" werd in 1938 gebouwd bij J. Cockerill S. A., Hoboken, als bouwnummer 656 en in opdracht van de rederij C.M.B. (Compagnie Maritime Belge). Samen met de zusterschepen "Piriapolis" en "Copacabana" kende deze gemengde pakketboten een groot succes op de lijn Antwerpen naar Zuid-Amerika en vooral naar Argentinië.
De "Mar del Plata" had de naam van de Argentijnse havenstad Mar del Plata dat in de provincie Buenos Aires ligt en 400 km van deze hoofdstad.
Het vrachtschip werd door de Duitsers in mei 1940 gevorderd in de haven van Antwerpen, en tot 1945 werd ze aan de Hamburg-Amerika line toegewezen. Na de oorlogsverklaring van Duitsland aan de Verenigde Staten voer ze niet meer naar Amerika.
Het vracht/passagiersschip oogde modern voor deze tijd. Ze had de hedendaagse cargo-lijnen van vorm, en had een korte beigekleurige schoorsteen die de C.M.B.-kleuren vertegenwoordigde. Ze had twee grote masten met elk vier laadbomen en twee vooraan en twee achteraan kortere laadmasten, die bovendien bovenaan luchtkokers hadden. Deze vier luchtkokermasten hadden elk twee laadbomen.
De "Mar del Plata" overleefde de oorlog en kwam na mei 1945 terug naar Antwerpen, waarna het tot in 1958 weer onder de C.M.B.-vlag voer. In dat jaar werd het schip aan de Oost-Duitse Deutsche Seereederei en hernoemd Heinrich Heine. Het werd ingezet in de CUBALCO-Dienst tussen Europese havens, Cuba en havens in Mexico. Het werd uit dienst genomen op 2 mei 1968 en verkocht aan Loyna Cia. Navigation S.A., Famagusta op Cyprus, en voer daarna onder de naam Cleo II. 25 januari 1973 arriveerde het in Kaohsiung op Taiwan voor de sloop.
Het schip verkreeg enige bekendheid toen het onderdeel was van een door de alcoholverslaafde René Jacques vertelde anekdote in een uitzending van Jambers. De hoofdpersoon vertelde in de uitzending dat zijn problemen met alcohol begonnen op het schip ten tijde van een gesprek met een meereizende arts, de obscure dokter Lösch.

## Website
- Website met foto's van het schip (Engels)